# Eric Stonestreet
Eric Allen Stonestreet (Kansas City, 1971. szeptember 9. –) kétszeres Primetime Emmy-díjas amerikai színész.
2001–2005 között a CSI: A helyszínelők visszatérő szereplője volt. Ezt követően Cameron Tucker megformálásával tett szert hírnévre és szakmai sikerekre a Modern család című szituációs komédiában. Alakításával háromszor jelölték Primetime Emmy-díjra, mint legjobb komikus férfi mellékszereplőt, ebből kétszer át is vehette a díjat. A szereppel három alkalommal Golden Globe-ra is jelölték.
Filmszereplései közé tartozik a Rossz tanár (2011), a Személyiségtolvaj (2013), a Kéjlak (2014) és a Bizonyosság (2016). Szinkronszínészként Duke eredeti hangját kölcsönözte A kis kedvencek titkos élete-filmekben (2016–2019).

## Filmográfia

### Film
| Év   | Magyar cím                                      | Eredeti cím                | Szerep              | Magyar hang     |
| ---- | ----------------------------------------------- | -------------------------- | ------------------- | --------------- |
| 2000 | Majdnem híres                                   | Almost Famous              | Sheldon, hivatalnok |                 |
| 2003 |                                                 | F.A.T.                     | Ranger              |                 |
| 2003 |                                                 | Girls Will Be Girls        | Dr. Benson          |                 |
| 2003 |                                                 | Street of Pain (rövidfilm) | Floyd               |                 |
| 2004 |                                                 | Straight-Jacket            | szakszervezetis     |                 |
| 2004 |                                                 | Knuckle Sandwich           | Bill                |                 |
| 2005 |                                                 | Saddam 17 (rövidfilm)      | hivatalnok          |                 |
| 2005 | A sziget                                        | The Island                 | Ed, kamionos        |                 |
| 2007 |                                                 | The Drifter (rövidfilm)    | futár               |                 |
| 2007 | Történetek Amerikáról (Street of Pain-szegmens) | Stories USA                | Floyd               |                 |
| 2008 |                                                 | Ninja Cheerleaders         | Sörhas              |                 |
| 2008 | Amerikai rémálom                                | American Crude             | Phil                | Kerekes József  |
| 2010 |                                                 | Father vs. Son             | Doug                |                 |
| 2011 | Rossz tanár                                     | Bad Teacher                | Kirk Gay            | Törköly Levente |
| 2013 | Személyiségtolvaj                               | Identity Thief             | Nagy Chuck          | Besenczi Árpád  |
| 2014 | Kéjlak                                          | The Loft                   | Marty Landry        | Varga Gábor     |
| 2016 | A kis kedvencek titkos élete                    | The Secret Life of Pets    | Duke (hangja)       | Szabó Győző     |
| 2019 | A kis kedvencek titkos élete 2.                 | The Secret Life of Pets 2  | Duke (hangja)       | Szabó Győző     |

### Televízió
| Év        | Magyar cím                           | Eredeti cím                            | Szerep                    | Megjegyzések                                   |
| --------- | ------------------------------------ | -------------------------------------- | ------------------------- | ---------------------------------------------- |
| 1999      | Dharma és Greg                       | Dharma & Greg                          | Chester                   | 1 epizód                                       |
| 2000      |                                      | I've Got a Secret                      | önmaga                    | ismeretlen epizódok                            |
| 2000      | Már megint Malcolm                   | Malcolm in the Middle                  | Phil                      | 1 epizód                                       |
| 2000      | Ötösfogat                            | Party of Five                          | Irv                       | 2 epizód                                       |
| 2000      | Kerge város                          | Spin City                              | fogorvos                  | 1 epizód                                       |
| 2000      | Vészhelyzet                          | ER                                     | Willie                    | 1 epizód                                       |
| 2001      | Az elnök emberei                     | The West Wing                          | munkatárs                 | 1 epizód                                       |
| 2002      |                                      | Greg the Bunny                         | Wilson                    | 1 epizód                                       |
| 2002      |                                      | Providence                             | Ted Stout                 | 1 epizód                                       |
| 2001–2005 | CSI: A helyszínelők                  | CSI: Crime Scene Investigation         | Ronnie Litre              | 12 epizód                                      |
| 2005      | Magánügyek                           | Close to Home                          | Andrew Morgan             | 1 epizód                                       |
| 2006      |                                      | 13 Graves                              | Andrew Schoch             | tévéfilm                                       |
| 2007      | Bostoni halottkémek                  | Crossing Jordan                        | Steve Anderman            | 1 epizód                                       |
| 2007      | Dr. Csont                            | Bones                                  | rendőr                    | 2 epizód                                       |
| 2007      |                                      | On the Lot                             | színész                   | 2 epizód                                       |
| 2007      | Amerikai fater                       | American Dad!                          | szakács (hangja)          | 1 epizód                                       |
| 2008      | A mentalista                         | The Mentalist                          | Malcom Boatwright         | 1 epizód                                       |
| 2008      | Halottnak a csók                     | Pushing Daisies                        | Leo Burns                 | 1 epizód                                       |
| 2008      | NCIS                                 | NCIS                                   | Harvey Ames               | 1 epizód                                       |
| 2009      |                                      | This Might Hurt                        | Brad Maynard              | tévéfilm                                       |
| 2009      | Monk – A flúgos nyomozó              | Monk                                   | Boom Boom                 | 1 epizód                                       |
| 2009      |                                      | Scare Tactics                          | Eric, a paranormális srác | 1 epizód                                       |
| 2009      | Kés/Alatt                            | Nip/Tuck                               | Wesley Clovis             | 1 epizód                                       |
| 2009–2020 | Modern család                        | Modern Family                          | Cameron Tucker            | - főszereplő - magyar hangja: - Kerekes József |
| 2010      |                                      | Good News Week                         | önmaga                    | 1 epizód                                       |
| 2011      | Amerikai Horror Story: A gyilkos ház | American Horror Story: Murder House    | Derrick                   | 1 epizód                                       |
| 2013–2018 | Szófia hercegnő                      | Sofia the First                        | Minimus (hangja)          | 16 epizód                                      |
| 2014      | Szezám utca                          | Sesame Street                          | önmaga                    | 1 epizód                                       |
| 2015      |                                      | Jeopardy!                              | önmaga                    | 2 epizód                                       |
| 2016      |                                      | Blue Peter                             | önmaga                    | 1 epizód                                       |
| 2016      | Bizonyosság                          | Confirmation                           | Kenneth Duberstein        | - tévéfilm - magyar hangja: - Kerekes József   |
| 2017      |                                      | The F Word                             | önmaga                    | 1 epizód                                       |
| 2017      |                                      | The Toy Box                            | önmaga                    | 16 epizód                                      |
| 2019      |                                      | What Just Happened??! with Fred Savage | önmaga                    | 1 epizód                                       |
| 2020      |                                      | America’s Got Talent                   | önmaga                    | vendég zsűritag (15. évad)                     |
| 2020      |                                      | Who Wants to Be a Millionaire          | önmaga                    | 1 epizód                                       |
| 2021      | Mini Madagaszkár – Vár a nagyvilág   | Madagascar: A Little Wild              | Harley Horns (hangja)     | 1 epizód                                       |
| 2022      |                                      | Domino Masters                         | önmaga / házigazda        | főszereplő                                     |
| 2023      |                                      | American Auto                          | Ian                       | 2 epizód                                       |
| 2023      | Télapuk                              | The Santa Clauses                      | Magnus Antas / Mad Santa  | főszereplő (2. évad)                           |

### Videóklipek
| Év   | Előadó                         | Cím            | Megjegyzések |
| ---- | ------------------------------ | -------------- | ------------ |
| 2014 | “Weird Al” Yankovic            | "Tacky"        |              |
| 2020 | Ariana Grande és Justin Bieber | "Stuck with U" | cameoszerep  |

## Fontosabb díjak és jelölések

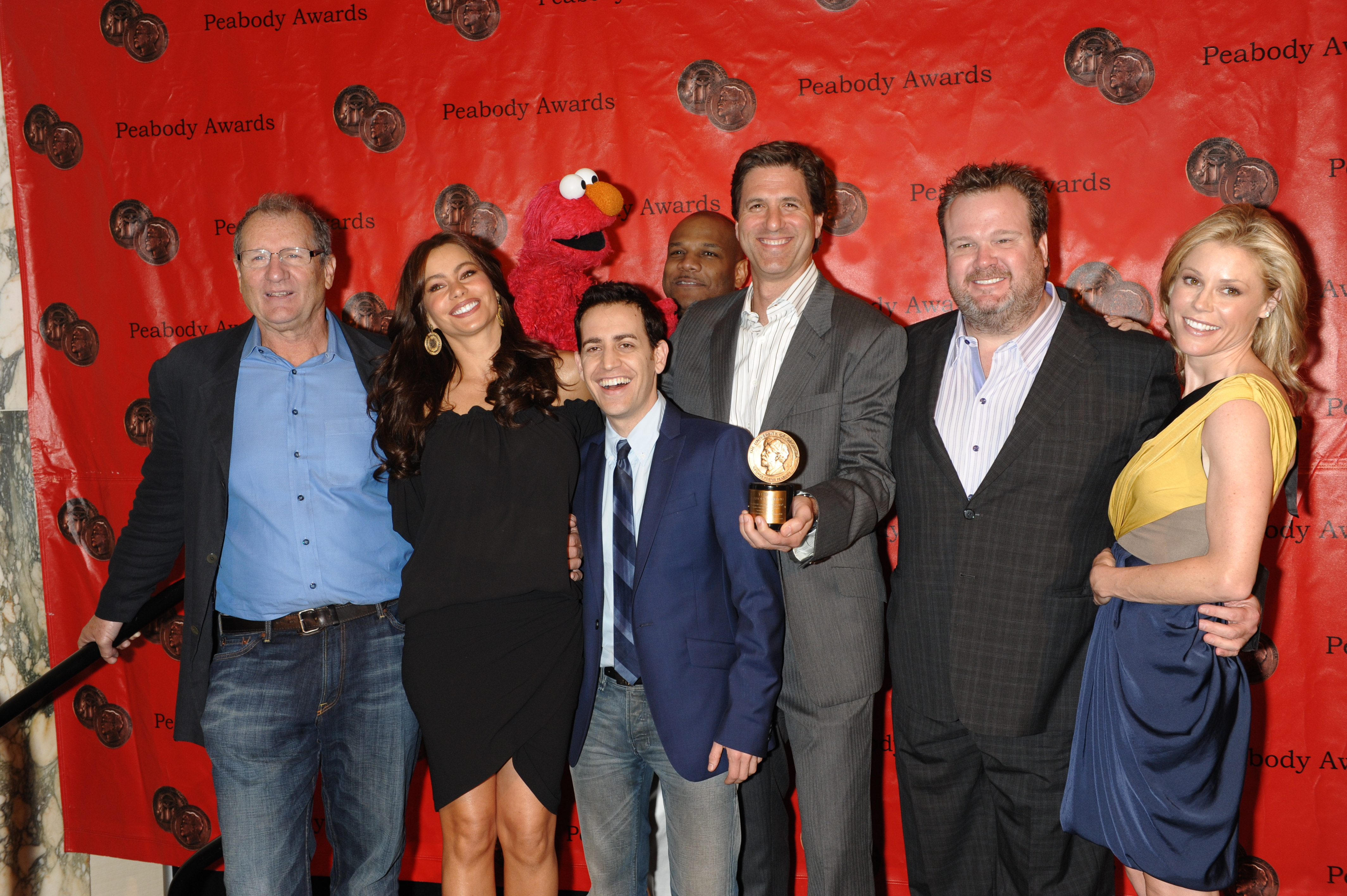
Stonestreet (jobbról a második) a Modern család szereplőivel egy 2010-es díjátadón

| Díj                     | Kategória                                                         | Év   | Eredmény | Ref.  |
| ----------------------- | ----------------------------------------------------------------- | ---- | -------- | ----- |
| Golden Globe-díj        | legjobb férfi mellékszereplő (sorozat, minisorozat vagy tévéfilm) | 2011 | Jelölve  | [ 3 ] |
| Golden Globe-díj        | legjobb férfi mellékszereplő (sorozat, minisorozat vagy tévéfilm) | 2012 | Jelölve  | [ 3 ] |
| Golden Globe-díj        | legjobb férfi mellékszereplő (sorozat, minisorozat vagy tévéfilm) | 2013 | Jelölve  | [ 3 ] |
| Primetime Emmy-díj      | legjobb férfi mellékszereplő (vígjátéksorozat)                    | 2010 | Elnyerte | [ 4 ] |
| Primetime Emmy-díj      | legjobb férfi mellékszereplő (vígjátéksorozat)                    | 2011 | Jelölve  | [ 4 ] |
| Primetime Emmy-díj      | legjobb férfi mellékszereplő (vígjátéksorozat)                    | 2012 | Elnyerte | [ 4 ] |
| Screen Actors Guild-díj | legjobb színész (vígjátéksorozat)                                 | 2012 | Jelölve  |       |
| Screen Actors Guild-díj | legjobb színész (vígjátéksorozat)                                 | 2013 | Jelölve  |       |
| Screen Actors Guild-díj | legjobb színész (vígjátéksorozat)                                 | 2015 | Jelölve  |       |
| Screen Actors Guild-díj | legjobb szereplőgárda (vígjátéksorozat)                           | 2010 | Jelölve  |       |
| Screen Actors Guild-díj | legjobb szereplőgárda (vígjátéksorozat)                           | 2011 | Elnyerte |       |
| Screen Actors Guild-díj | legjobb szereplőgárda (vígjátéksorozat)                           | 2012 | Elnyerte |       |
| Screen Actors Guild-díj | legjobb szereplőgárda (vígjátéksorozat)                           | 2013 | Elnyerte |       |
| Screen Actors Guild-díj | legjobb szereplőgárda (vígjátéksorozat)                           | 2014 | Elnyerte |       |
| Screen Actors Guild-díj | legjobb szereplőgárda (vígjátéksorozat)                           | 2015 | Jelölve  |       |
| Screen Actors Guild-díj | legjobb szereplőgárda (vígjátéksorozat)                           | 2016 | Jelölve  |       |
| Screen Actors Guild-díj | legjobb szereplőgárda (vígjátéksorozat)                           | 2017 | Jelölve  |       |

## Fordítás
- Ez a szócikk részben vagy egészben  az   Eric Stonestreet című angol Wikipédia-szócikk ezen változatának fordításán alapul.  Az eredeti cikk szerkesztőit annak laptörténete sorolja fel. Ez a jelzés csupán a megfogalmazás eredetét és a szerzői jogokat jelzi, nem szolgál a cikkben szereplő információk forrásmegjelöléseként.